# Lanceola pacifica
Lanceola pacifica is een vlokreeftensoort uit de familie van de Lanceolidae. De wetenschappelijke naam van de soort is voor het eerst geldig gepubliceerd in 1888 door Stebbing.